# Абрамов Віктор Васильович
Абрамов Віктор Васильович (21 вересня 1940, Дніпро, Україна — 7 грудня 2021) — лікар, доктор медичних наук (1992). Професор (1993).
Закінчив Дніпропетровський медичний інститут традиційної і нетрадиційної медицини (1970)
І працює в ньому (нині Дніпровська мед. академія): асистент кафедри фізичного виховання, лікувальної фізкультури і лікарського контролю (1970–1974), асистент (1974–1981), доцент (1981–1982) кафедра лікувальної фізкультури та лікарського контролю, завідувач кафедри фізичного виховання та здоров'я (1982–1987), доцент кафедри внутрішніх хвороб (1987– 92), професор кафедри поліклінічної терапії (1992–1995), від 1995 — завідувач кафедри валеології, народної та нетрадиційної медицини; від 1996 — завідувач кафедри спортивної медицини та лікувальної фізичної культури, фізичного виховання та валеології, проректор і водночас (від 1993) директор Дніпровського медичного інституту народної медицини.
Напрямки наукові дослідження: спортивна медицина, кардіологія, ендокринологія, нетрадиційна медицина, апітерапія, валеологія. Вивчає наукові основи оптимізації медичного забезпечення юних спортсменів при великих навантаженнях за показниками змін кардіореспіраторної та ендокринної систем організму..

## Праці
- Фитотерапия семейного врача. Дн., 1995;
- Диетотерапия заболеваний желудка и кишечника. Дн., 1996 (співавт.);
- Биологически активные добавки в санаторно-курортной диетотерапии больных ишемической болезнью сердца. К., 1998 (співавт.);
- Точечный массаж в практике семейного и спортивного врача. Дн., 1998 (співавт.);
- Біологічний розвиток та морфологічні параметри тіла юних спортсменок у динаміці багаторічних занять спортом // Мед. перспективи. 2000. Т. 5, № 1 (співавт.).